# Como gustéis (película de 2006)
Como gustéis (As You Like It, en el original en inglés) es una película estrenada en el 2006, dirigida por  Kenneth Branagh. Se basa en la obra As You Like It (Como gustéis), comedia de William Shakespeare. Está ambientada en el Japón del siglo XIX. Se filmó en locaciones cerca de Londres y en los Estudios Shepperton. Se trata de una producción de The Shakespeare Film Company, financiada por HBO Films.  Se estrenó en los cines italianos el 1 de septiembre de 2006 y salió en DVD italiano el 23 de enero de 2007. En los Estados Unidos, HBO estrenó la película en televisión la tarde del 21 de agosto de 2007, pero nunca se ha presentado en los cines de ese país. Se estrenó en un gran número de cines del Reino Unido el 21 de septiembre de ese mismo año, justo un mes después de su estreno en los canales de cable de los Estados Unidos.
Los jardines de Wakehurst Place, nunca antes filmados, sirvieron para escenificar el bosque de Arden.
As You Like It es, hasta la fecha, la única película shakespeariana de Kenneth Branagh que, en los Estados Unidos, se ha estrenado directamente en la televisión y no en las salas cinematográficas, si bien no fue la primera que tuvo una distribución muy limitada en las salas; su película Love's Labour's Lost (Penas de amor perdidas) se estrenó únicamente en las salas de Nueva York y de Los Ángeles.
El DVD de As You Like It se puso a la venta en los Estados Unidos el 25 de septiembre de 2007.

## Recepción
Aunque, según la página Rotten Tomatoes, la película fue criticada fuertemente por la prensa británica y la publicación en línea Culture Wars fue especialmente hostil hacia ella, la película ha recibido, en general, críticas muy favorables en los Estados Unidos, según metacritic.com. Muchos críticos estadounidenses la han calificado como el "regreso" de las adaptaciones shakespearianas de Branagh, que según muchos habían llegado muy abajo con la película Love's Labour's Lost (Penas de amor perdidas).
También se presentó en los cines de Boston.

## Premios
En enero del 2008, Kevin Kline recibió el premio SAG para Sobresaliente Actuación en Película o Miniserie para Televisión por su trabajo en esta película, si bien, estrictamente hablando, ésta no es una película para la televisión; en otros países, las películas para la televisión no se presentan en las salas cinematográficas antes de presentarse únicamente en la televisión en los Estados Unidos, como fue el caso de esta cinta. Asimismo, Bryce Dallas Howard fue nominada a un Globo de Oro (aunque no lo recibió) a Mejor Actriz en Película o Miniserie para la Televisión. Se creyó por un momento que la película también recibiría nominaciones a los premios Emmy, lo cual sería un honor poco usual para una película cuyo objetivo eran las salas cinematográficas, pero no ocurrió así.[cita requerida]

## Reparto (en orden alfabético)
- Sacha Bennett ....  asistente de Frederick
- Brian Blessed ....  duque Frederick / Duke Senior
- Richard Briers ....  Adam
- Jonathan Broadbent ....  el hombre del duque
- Paul Chan ....  William
- Romola Garai ....  Celia
- Bryce Dallas Howard ....  Rosalind
- Jade Jefferies .... Phebe
- Kevin Kline ....  Jaques
- Adrian Lester ....  Oliver De Boys
- Janet McTeer  ....  Audrey
- Alfred Molina ....  Touchstone
- David Oyelowo ....  Orlando De Boys
- Yee Tsou ....  Charles the Wrestler
- Alex Wyndham .... Silvius
- Jimmy Yuill ....  Corin